# جيري رايس
جيري لي رايس (بالإنجليزية: Jerry Rice) (وُلد في 13 من أكتوبر 1962م) هو لاعب متقاعد في رياضة كرة القدم الأمريكية في مركز المستقبل العرضي (wide receiver) الهجومي. ويُعتبر جيري إلى حدٍ بعيد أعظم لاعب في مركز المستقبل العرضي في تاريخ الدوري الوطني لكرة القدم الأمريكية وأحد أعظم اللاعبين في هذا الدوري في أي مركز آخر. وفي الرابع من نوفمبر 2010، تم اختيار رايس من قِبل شركة أفلام NFL للإنتاج التابعة لشبكة قنوات NFL في أحد البرامج التليفزيونية بعنوان أفضل 100 لاعب: أعظم لاعبي الدوري الوطني لكرة القدم الأمريكية كأفضل لاعب في تاريخ هذا الدوري.
كما حصل رايس على لقب أفضل قائد على الإطلاق في معظم الفئات الإحصائية الكبرى في مركز المستقبل العرضي الهجومي وأيضًا لقب أفضل قائد على مر العصور في الدوري الوطني لكرة القدم الأمريكية لمهارته في الاستقبالات وأيضًا لمس الأرض عند استقبال الكرة (ومن ثم إحراز أهداف) والياردات التي يتم قطعها أثناء الركض، كما تم اختياره في مباريات البروبول 13 مرة في مواسم (1986–1996، 1998، 2002) وانضم إلى فريق أول-برو 12 مرة في العشرين موسمًا التي لعبها في الدوري الوطني لكرة القدم الأمريكية. كما حاز على جائزة خاتم سوبربول ثلاث مرات عندما كان يلعب في فريق سان فرانسيسكو 49 أي آر إس وأيضًا حصل على بطولة من اتحاد إيه إف سي (AFC) مع فريق أوكلاند رايدرز.

## وصلات خارجية
- جيري رايس على موقع إي إس بي إن.كوم (أن.أف.أل)3
- جيري رايس على موقع مرجع كرة القدم المحترفة.كوم (الإنجليزية)

- الموقع الرسمي
- ESPN Classic: 49ers era was Rice era
- Jerry Rice Biography from 49ers Paradise
- جيري رايس على موقع IMDb (الإنجليزية)
- جيري رايس على موقع الموسوعة البريطانية (الإنجليزية)
- جيري رايس على موقع إن إن دي بي (الإنجليزية)
- جيري رايس على موقع قاعدة بيانات الفيلم (الإنجليزية)